# NGC 2429
NGC 2429 je galaksija u zviježđu Risu.

## Vanjske poveznice
- SEDS: NGC 2429